# Base de Datos Mundial sobre Áreas Protegidas
La Base de Datos Mundial sobre Áreas Protegidas (WDPA, por sus siglas en inglés) es el mayor conjunto de datos sobre las áreas protegidas terrestres y marinas del mundo, y contiene más de 260 000 áreas protegidas (febrero de 2022), con registros que abarcan 245 países y territorios de todo el mundo. La WDPA es una iniciativa conjunta del Centro de Monitoreo de la Conservación del Ambiente (UNEP-WCMC) y la Comisión Mundial de Áreas Protegidas (CMAP) de la Unión Internacional para la Conservación de la Naturaleza (UICN).
Los datos de la WDPA proceden de las secretarías de las convenciones internacionales, los gobiernos y las ONG colaboradoras, pero el papel de custodio se asigna al Programa de Áreas Protegidas del UNEP-WCMC, con sede en Cambridge (Reino Unido), que ha albergado la base de datos desde su creación en 1981. La WDPA proporciona una información inestimable a los responsables de la toma de decisiones de todo el mundo, sobre todo en lo que respecta a la medición de la extensión y la eficacia de las áreas protegidas como indicador para el cumplimiento de los objetivos globales de biodiversidad. En octubre de 2010, el UNEP-WCMC lanzó el sitio web Protected Planet, que permite a los usuarios interactuar con los datos que se registran actualmente en la Base de Datos Mundial sobre Áreas Protegidas y mejorarlos.

## Contenido

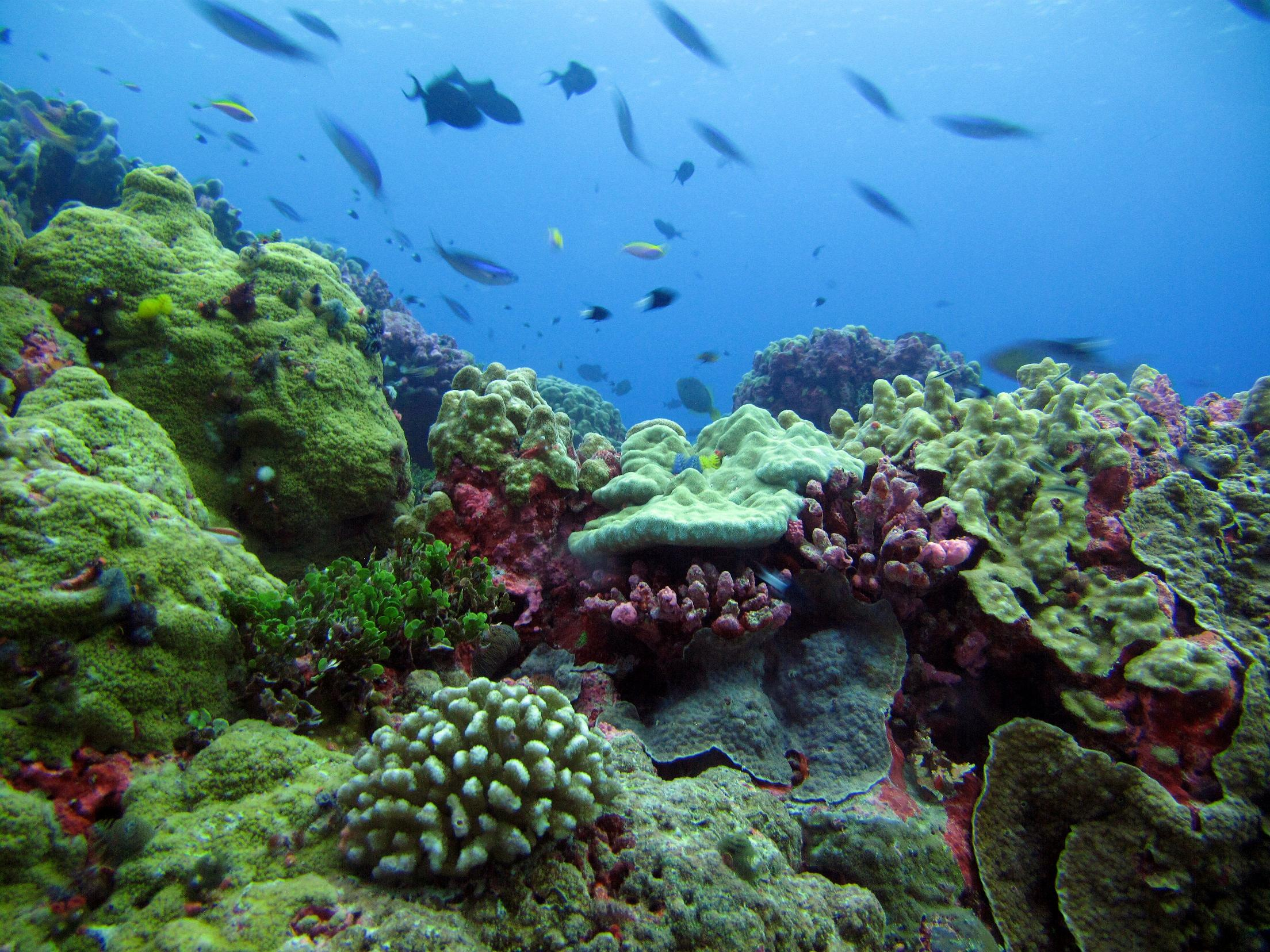
Arrecifes de coral cerca de la isla Enderbury, Área Protegida de las Islas Fénix, la mayor área marina protegida de la WDPA

La WDPA utiliza la definición de área protegida de la UICN como criterio principal para las entradas que se incluyen en la base de datos. Esta contiene información exhaustiva sobre los diferentes tipos de áreas protegidas, desde las que están estrictamente protegidas con fines de conservación hasta las que permiten el uso sostenible de los recursos naturales, e incluye áreas gubernamentales, cogestionadas, privadas y gestionadas por la comunidad. La Comisión Mundial de Áreas Protegidas de la UICN ofrece orientación internacional sobre la categorización de las áreas protegidas, a través de sus Categorías de gestión de áreas protegidas. Estas están reconocidas en todo el mundo y facilitan un sistema global para definir y registrar las áreas protegidas. Dentro de la WPDA, la categoría de gestión de la UICN de un área protegida aparece (si se le ha asignado o comunicado una) como parte de la información sobre un área protegida.

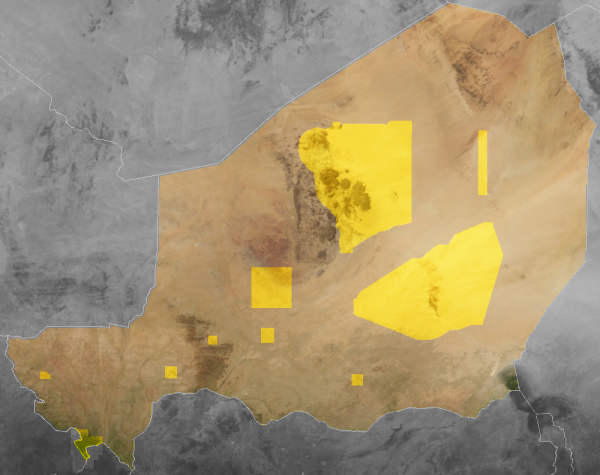
Mapa de las zonas protegidas de la República de Níger con datos poligonales de la WDPA

Los datos de la WDPA se componen de información de «atributos» y «espacial». Los datos de atributos se refieren a las características de un área protegida, como su nombre, la superficie declarada y el tipo de designación. Los datos espaciales se proporcionan en forma de mapas electrónicos del sistema de información geográfica (SIG), a menudo denominados shapefiles. Estos archivos proporcionan información sobre la ubicación (latitud y longitud) y la extensión espacial de un área protegida, ya sea como una ubicación de punto medio o como un polígono que muestra los límites de un área protegida, lo que da la indicación de su tamaño y forma. Esta es la forma que adoptan los datos en Protected Planet, a través del cual los datos de la WDPA están disponibles para el uso público en todo el mundo. El equipo de desarrollo de la WDPA en el UNEP-WCMC tiene un acuerdo formal con el Global Biodiversity Information Facility (GBIF) para integrar sus datos de especies con los shapefiles de las áreas protegidas en la WDPA, lo que ayuda a las organizaciones gubernamentales, no gubernamentales y privadas a visualizar la densidad de especies dentro de un área protegida.
Las áreas protegidas dentro de la WDPA se asignan como de designación nacional o internacional. Muchas áreas protegidas entran en la categoría de designación nacional, cuando se designan dentro del territorio nacional de un país (incluida su Zona Económica Exclusiva marítima) utilizando la legislación o los acuerdos adecuados. Los lugares designados a nivel internacional son principalmente aquellos que tienen un valor medioambiental, cultural o natural significativo y que deben ser protegidos independientemente del territorio en el que se encuentren. Estas zonas suelen ser reconocidas, preservadas y protegidas en virtud de un tratado o convenio internacional. En algunos casos, un sitio reconocido internacionalmente puede ser también designado a nivel nacional.
Los convenios internacionales más comunes bajo los que se designan las áreas protegidas son:
Sitios del Patrimonio Mundial de la Organización de las Naciones Unidas para la Educación, la Ciencia y la Cultura (Unesco)
La Unesco trata de fomentar la identificación, protección y preservación del patrimonio cultural y natural de todo el mundo que se considera de valor excepcional para la humanidad. Esto se plasma en un tratado internacional denominado Convención sobre la Protección del Patrimonio Mundial Cultural y Natural, adoptado por la UNESCO en 1972.

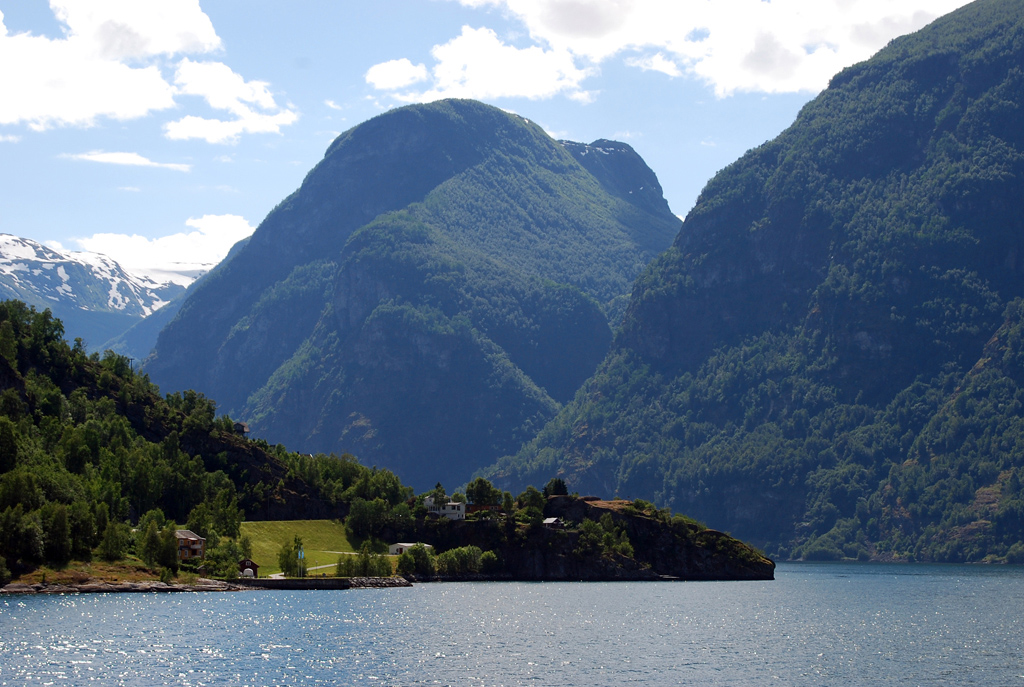
Nærøyfjord, Patrimonio Mundial de la Unesco

Organización de las Naciones Unidas para la Educación, la Ciencia y la Cultura (Unesco). Programa sobre el Hombre y la Biosfera (MAB)
El Programa sobre el Hombre y la Biosfera (MAB) propone un programa de investigación interdisciplinar y de creación de capacidades con el objetivo de mejorar la relación de las personas con su entorno a nivel mundial. Desde su lanzamiento en 1970, el MAB se ha concentrado en el desarrollo de la Red Mundial de Reservas de Biosfera (RMRB). El concepto de reserva de la biosfera se desarrolló inicialmente en 1974 y se revisó sustancialmente en 1995 con la adopción por parte de la Conferencia General de la UNESCO del Marco Estatutario y la Estrategia de Sevilla para las Reservas de la Biosfera.
Convención Relativa a los humedales de Importancia Internacional (Convenio de Ramsar)
La Convención Relativa a los Humedales es un tratado intergubernamental adoptado el 2 de febrero de 1971 en la ciudad iraní de Ramsar, en la orilla sur del Mar Caspio. La Convención entró en vigor en 1975 y su misión, adoptada por las Partes en 1999 y perfeccionada en 2002, es «la conservación y el uso racional de todos los humedales mediante acciones locales, regionales y nacionales y gracias a la cooperación internacional, como contribución al logro de un desarrollo sostenible en todo el mundo».

## Usos
Al ser el único inventario global exhaustivo de las áreas protegidas del mundo, la WDPA es el recurso clave para gestionar e investigar las áreas protegidas con el fin de conservar los recursos vivos del mundo. A través de Protected Planet, la información de la WDPA está disponible abiertamente en numerosos formatos y se utiliza no solo dentro de la comunidad científica biológica, sino también para particulares, organismos gubernamentales, organizaciones sin ánimo de lucro y empresas del sector privado. La WDPA se utiliza principalmente para los siguientes fines;
UNEP-WCMC
- Combinar los datos sobre especies de la Global Biodiversity Information Facility (GBIF) con el análisis espacial de la WDPA para supervisar la presencia de especies dentro de las áreas protegidas con el fin de establecer las áreas clave de biodiversidad y la situación de determinadas especies en peligro.
- Informar sobre los avances en los Objetivos de Desarrollo del Milenio y el Objetivo de Biodiversidad del Convenio sobre la Diversidad Biológica).[11]
- Realizar evaluaciones como la Perspectiva Mundial sobre la Biodiversidad y la Asociación de Indicadores de Biodiversidad (BIP) 2010.[12]
- Estimar el alcance y la cantidad de las reservas de carbono protegidas por la Convención Marco de las Naciones Unidas sobre el Cambio Climático (CMNUCC).

Organizaciones gubernamentales y no gubernamentales
- Apoyo y seguimiento de los avances mundiales y regionales hacia una serie de objetivos, mandatos y evaluaciones internacionales.
- Apoyo a la toma de decisiones cuando se utiliza en combinación con observaciones de la Tierra para evaluar las presiones sobre las áreas protegidas, como en el Observatorio Digital de Áreas Protegidas DOPA) desarrollado por el Centro Común de Investigación de la Comisión Europea.
- Análisis de las carencias de las áreas protegidas: muchos países y regiones están realizando este trabajo para identificar el grado de protección de los biomas, los hábitats y las especies, lo que ayuda a priorizar el establecimiento de áreas protegidas.
- Planificación de nuevas áreas protegidas: la Herramienta Integrada de Evaluación de la Biodiversidad (IBAT) pone a disposición de la investigación y la planificación de la conservación los datos de las áreas protegidas de la WDPA.

Sector privado
- Cumplir con las políticas de salvaguardia medioambiental de muchos gobiernos, grupos industriales como el Consejo Internacional de Minería y Metales (ICMM) y los principales bancos de desarrollo e inversión.
- Para realizar evaluaciones de riesgo y de impacto ambiental. Varias industrias utilizan los datos de la WDPA para planificar sus actividades lejos de las zonas de conservación importantes, de modo que se logre un equilibrio entre el desarrollo y la conservación, y se dispone de un IBAT empresarial independiente que permite a las empresas acceder a información crítica sobre la biodiversidad y analizarla.

Otros
- Entre otros usos para la comunidad científica, la WDPA se utiliza para investigar la extensión, ubicación y eficacia de las áreas protegidas.[13]
- La National Geographic la utiliza para detallar la ubicación de las áreas protegidas en la elaboración de sus mapas.[14]
- Integración de la capa de áreas marinas protegidas de la WDPA en Google Earth.[15]

## Protected Planet
Protected Planet se ha desarrollado como un portal de Internet de bases de datos para la WDPA con la intención de ser más fácil de usar y permitir a los usuarios visualizar, explorar y medir las áreas protegidas a través de mapas interactivos y herramientas de estadísticas resumidas. El objetivo de este desarrollo es reducir la carga de la recopilación de datos y hacer más eficiente la recopilación de áreas protegidas, mientras que la WDPA dependía anteriormente de la ayuda de numerosas agencias nacionales y se veía obstaculizada por la información incompleta sobre los sitios de áreas protegidas y la necesidad constante de actualizaciones.
Protected Planet se lanzó en la 10.ª Conferencia de las Naciones del Convenio sobre la Diversidad Biológica, celebrada en Nagoya (Japón) en octubre de 2010, y se financió en gran medida con inversiones del sector privado. Actúa como una infraestructura de la nueva era para la descarga de datos de áreas protegidas por parte de los usuarios registrados. Está alojado en múltiples servidores de todo el mundo, y los proveedores de datos registrados pueden ser desde un solo individuo hasta una gran organización mundial.
Se está utilizando la tecnología web para mejorar las opciones de búsqueda y los resultados mostrados, para generar mejores descargas de datos y para producir un formato estandarizado mediante campos mínimos que requieren ser completados. El hecho de que Protected Planet esté abierto a académicos y científicos, estudiantes, investigadores, gestores de parques y comunidades locales, le permite utilizar herramientas en línea para generar estadísticas actualizadas sobre las áreas protegidas y emplear los comentarios de los usuarios para introducir nuevas mejoras.
Mediante el uso de herramientas de redes sociales, Protected Planet permite mostrar la WDPA junto a recursos adicionales como fotos, puntos de interés y áreas protegidas cercanas, con interoperabilidad y descubrimiento de información de Wikipedia, la Global Biodiversity Information Facility (GBIF) y los servicios fotográficos Panoramio.